# 汪忠镐
汪忠镐（1937年9月—2023年11月3日），浙江萧山人。中华人民共和国血管外科学家。首都医科大学教授、主任医师。

## 生平
1937年9月3日生于浙江萧山。1953年7月毕业于萧山中学。1961年毕业于上海第一医学院，被分配到北京协和医院工作，期间师从曾宪九教授。1979年在美国杜克大学和北卡罗来纳大学任访问学者，1981年回国。1982年加入九三学社。
此后担任首都医科大学血管研究所所长、中华医学会外科学分会血管学组主任委员、国际布加综合征学会主席、国际脉管联盟顾问等职。2005年当选为中国科学院院士。
2023年11月3日于北京去世。